# Křížová cesta (Zdobnice)
Křížová cesta ve Zdobnici na Rychnovsku se nachází jihovýchodně od obce.

## Historie
Křížová cesta se nachází ve stráni za kaplí svaté Anny. Tvoří ji dvanáct kamenných sloupků s vrcholovou kapličkou s mělkou nikou. Kapličky stojí oboustranně podél cesty ke Kříži.
Kaple svaté Anny byla postavena roku 1787 v místní části Zdobnička. Stojí ve stráni na rozhraní lesa a louky. Má kamenný neomítaný presbytář a plechový sanktusník. Opravu kaple i křížové cesty uhradili stoprocentně bývalí němečtí obyvatelé této obce nákladem 165 tisíc korun, v čele s organizátorem sbírky na její obnovu rodákem od této kapličky profesorem Riesnerem ze Žitavy. Ke kapli byla převezena boží muka s podstavcem i křížem, která byla na obecní parcele, zarostlé roštím. Kaple byla dne 21. června 2003 po opravě znovuotevřena.